# Tom van Walle
Tom van Walle (* 7. August 1987 in Ekeren) ist ein ehemaliger belgischer Beachvolleyballspieler.

## Karriere
Van Walle hatte seine ersten internationalen Auftritte 2010 mit Dries Koekelkoren. Beim CEV-Satellite-Turnier in Lausanne belegte das Duo den 17. Platz und bei den Den Haag Open traten die beiden Belgier zu ihrem ersten Turnier bei der FIVB World Tour an.
2011 bildete van Walle ein neues Duo mit Ward Coucke. Die ersten Open-Turniere in Brasília, Shanghai und Prag verliefen erfolglos, doch beim CEV-Masters in Novi Sad kamen van Walle/Coucke auf den dritten Rang und beim Challenger-Turnier in Warna wurden sie Neunte. Die Europameisterschaft 2011 in Kristiansand war für sie nach der Vorrunde beendet, nachdem sie das letzte Gruppenspiel gegen die Niederländer Brouwer/Meeuwsen nach mehr als einer Stunde mit 23:25 im Tiebreak verloren hatten. Sie beendeten das Jahr mit den Den Haag Open. Bei der EM 2012 in Scheveningen waren sie punkt- und satzgleich mit zwei anderen Teams, schieden aber als Gruppenletzter wieder nach der Vorrunde aus. Anschließend spielten sie die Grand Slams in Gstaad, Berlin und Klagenfurt, die jeweils auf dem 41. Platz endeten. 2013 traten van Walle/Coucke lediglich auf nationalen Turnieren an, waren dabei aber erfolgreich. Sie gewannen die Turniere in Brüssel, Hechtel, Gent, Sint-Niklaas und Löwen.
Seit 2014 spielte van Walle wieder mit Koekelkoren und gewann mit ihm weitere nationale Turniere in Hechtel und Kortrijk. 2015 wurden Koekelkoren/van Walle beim CEV-Masters in Jūrmala Neunter. Danach spielten sie einige Turniere der WEVZA, wobei sie nach einem fünften Platz in Barcelona in Rom und Montpellier jeweils Zweite wurden. Dazwischen nahmen sie in Sankt Petersburg an ihrem ersten Grand Slam teil. Nach einem vierten und dritten Platz bei den Satellite-Turnieren in Vaduz und Skopje folgte ein weiterer Grand Slam in Olsztyn. Nach einem fünften Rang beim CEV-Masters in Mailand absolvierten Koekelkoren/van Walle 2015 noch vier Open-Turniere. Dabei steigerten sie sich vom 17. Platz in Xiamen über den neunten Rang in Puerto Vallarta zum fünften Platz in Antalya, bevor sie in Katar erneut Neunte wurde.
Das Jahr 2016 begannen Koekelkoren/van Walle auf der World Tour ebenfalls mit einem neunten Platz bei den Kisch Open. Nach zwei schwächeren Auftritten in Brasilien wurden sie auch in Doha Neunte. Bei den folgenden FIVB-Turnieren kamen sie nicht mehr in die Top Ten. Bei der Europameisterschaft 2016 in Biel/Bienne gewannen sie eines von drei Vorrundenspielen, schieden aber als Gruppenletzte aus. Anschließend belegten sie den 17. Platz beim Major-Turnier in Hamburg. Beim Satellite-Turnier in Vaduz mussten sie sich erst im Finale den Schweizern Beeler/Strasser geschlagen geben. Nach zweistelligen Ergebnissen beim Klagenfurt Major und dem Grand Slam in Long Beach gelang ihnen als Vierte des CEV-Masters in Jūrmala ein weiteres Top-Ten-Resultat.
Beim ersten Turnier der World Tour 2017 in Fort Lauderdale (fünf Sterne) schieden sie früh aus. Danach spielten sie einige Drei-Sterne-Turniere, wobei sie nach dem fünften Rang in Kisch nicht über 17. Plätze hinauskamen. Erfolgreicher waren sie beim CEV-Masters in Baden; dort feierten sie mit einem Finalsieg gegen die Österreicher Doppler/Horst ihren ersten internationalen Turniersieg. In der FIVB-Serie erreichten sie nach einem frühen Aus in Poreč beim Turnier in Gstaad (beide fünf Sterne) den neunten Platz.